# زنبق پامیری
زنبق پامیری (نام علمی: Iris stolonifera) نام یک گونه از سرده زنبق است.